# Recensement de la Grèce de 1837
Le recensement de la population de 1837 (en grec moderne : Ελληνική απογραφή του 1837), est l'un des premiers recensement de la population du royaume de Grèce.
Ce recensement est effectué par le Bureau de l'économie publique, tout comme le recensement précédent de 1834-1836. Bien que désignés comme recensements officiels, leurs résultats ne sont pas donnés. Cela est dû en partie au fait que la première année où les résultats des recensements ont été publiés était en 1846, alors que seules les données des recensements de 1839, 1840 (el), 1841 (el), 1842 (el), 1843 (el) et 1844 (el) étaient incluses, et pas celles de 1834-1836, 1837 et 1838. Plus tard, en 1867, Aléxandros Mansólas, chef de section du département de l'économie publique du ministère de l'Intérieur, en recherchant les résultats de ces trois recensements, réussit à trouver des données complètes uniquement pour le recensement de 1838, alors que les données des deux recensements précédents étaient incomplètes. 
Des données éparses du recensement de 1837 sont rapportées jusqu'à nos jours.
En outre, il est mentionné qu'il a été publié dans l'annexe de la Gazette du gouvernement.